# Siala
Siala ou Sala é uma vila da comuna rural Cadiana, na circunscrição de Colondieba, na região de Sicasso ao sul do Mali.

## História
Em 1897, após arrasar Tengrela na atual Costa do Marfim, o fama Babemba Traoré (r. 1893–1898) do Reino de Quenedugu dirigiu-se às aldeias de Goncoro e Siala, localizadas à época à beira da circunscrição de Buguni, às quais não perdoou sua submissão a Samori Turé do Império de Uassulu em fevereiro de 1897.